# Dan Apostol
Dan Apostol (ngày 12 tháng 7 năm 1957 tại Bucharest – ngày 4 tháng 3 năm 2013 tại Bucharest) là một nhà văn, biên tập viên và nhà nghiên cứu người România, chuyên về một số lĩnh vực trọng tâm như hàng không, lịch sử học, khảo cổ học, các nền văn minh cổ đại, nghệ thuật, sinh học, nhân chủng học, cổ sinh vật học, động vật học thần bí và UFO học. Các nghiên cứu và bài báo của ông được xuất bản ở România và nước ngoài đã giúp ông trở thành một trong những nhà nghiên cứu Đông Âu nổi tiếng nhất về các khía cạnh ít được biết đến về lịch sử quân sự trong thiên niên kỷ trước và các nền văn minh Đại Tây Dương, Địa Trung Hải nguyên thủy.

## Ấn phẩm
- Enigmas... for now, 1984, 1986 (ấn bản thứ hai), 2018 (ấn bản thứ ba).
- Flight 19, 1985, 2020
- Mysteries of the Earth, 1987
- The Unknown Nature, 1989
- Footprints into the Cosmos, 1989
- Ancient Civilizations on Earth, 1990
- Lords of the Depths, 1991
- From a Lost World, 1993
- Explorers of the Infinite, 1997
- Atlantida and Pacifida - Ancient Protocivilizations, 1998, 2003 (ấn bản thứ hai)
- World of the Dragons, 2000
- Chronicles from Outer Worlds, 2001
- Monsters of the Depths, 2003
- Pacifida - The Missing Continent, 2003
- Survivors of the Cuaternar, 2003
- Aliens in our Prehistory, 2003, 2014
- Unexplained Disappearances during the Great Wars, 2003, 2005, 2020
- Atlantis - The Lost Empire, 2004
- The Mystery of the Golden Cities, 2004
- The Fall of the Angel, 2004 (giả tưởng)
- The War of the Worlds, 2005, 2014
- Dinosaurs - a Reality in the History of the Last Millennia, 2005
- Unexplained Aerial Phenomena - An Updated History from the Secret Files, 2005, 2014
- Women-warriors in the Battles that Changed the World, 2005
- The Cities of the Giant Octopus, 2006, 2014
- The Warriors from Beyond, 2014
- Atlantis and Other Lost Worlds, 2015, 2020
- Forgotten Heroes, 2015
- The Hunters of the Other World, 2015 (giả tưởng)
- Dinosauria, 2018
- Mysterious Disappearances, 2020
- UFO - Hidden Truths, 2021
- UFO - Danger!, 2021

## Tuyển tập
- Đồng tác giả của bộ tuyển tập Antares viết chung với Rodica Bretin, gồm 4 tập (1991–1995) về các nền văn minh cổ đại, các hiện tượng chưa giải thích được, động vật học thần bí và văn học kỳ ảo.

## Giải thưởng quốc tế
- Giải thưởng Văn xuôi ngắn tại Liên hoan Fantasia (Copenhague, Đan Mạch) năm 1998 dành cho truyện Hunters from Beyond.
- Giải thưởng lớn cho Văn xuôi nước ngoài hay nhất, của Hiệp hội Nghệ thuật Fantasia (Cornwall, Anh) năm 2004 dành cho truyện The Fall of the Angel.

## Biên tập viên
- Từ năm 1982 đến năm 2010, Dan Apostol đã cho xuất bản tổng cộng 800 bài báo, bài nghiên cứu và xã luận trên 25 ấn phẩm của România, Pháp, Ý và Anh (bao gồm Science et Avenir, Science et Vie, Nature, Natural History, The Historian, Magazin, Astra, Romania Literara, Stiinta si Tehnica, Meridian, Baricada, SLAST, Magazin International, Terra XXI, Jurnalul de Bucuresti, START 2001) và 6 tuyển tập từ Anh và România.

## Sản phẩm truyền thông
- Giám đốc Chương trình (1993) và Giám đốc Điều hành (1994–1996) tại Công ty Điện ảnh, Truyền hình và Video Quốc gia Canal b.
- Năm 1993, làm đạo diễn hai bộ phim tài liệu truyền hình: Stalin - A Nightmare for Eternity và Baia Mare - in Search of the Hidden Cancer.
- Từ năm 1994–1996 là nhà sản xuất của tất cả các chương trình truyền hình được Công ty Điện ảnh, Truyền hình và Video Quốc gia Canal b phân phối trên toàn quốc.
- Từ năm 1982–2010 là nhà sản xuất, người dẫn chương trình hoặc khách mời cho 300 chương trình TV và Radio tại 16 Kênh Truyền hình và Đài phát thanh România, Pháp, Ý và Anh (Arte, Rai Due, ZDF, RTL, Discovery, Discovery Civilisation, BBC, TVR 1, TVR 2, TV Sigma, Tele 7 abc, Radio Romania 1 và Radio Romania 2, Radio Bucharest, Radio Total và Radio Tinerama).